# Império Cajar
```
   |-
       |
Erro:
:  
valor não especificado para "
nome_comum
"

   |-
       | 
Erro:
:  
valor não especificado para "
continente
"
```

Os Domínios Protegidos do Irã, [a] alternativamente o Estado Sublime do Irã, [b] e comumente chamado de Irã Cajar, Pérsia Cajar ou Império Cajar , foi um estado iraniano  governado pela Dinastia Qajar, que era de origem turca,    especificamente da Tribo Cajar, de 1789 a 1925   A família Qajar assumiu o controlo total do Irã em 1794, depondo Lotefe Ali Cã, o último Xá da Dinastia Zande, e reafirmou a soberania iraniana sobre grandes partes do Cáucaso. Em 1796, Maomé Cã Cajar tomou Mexede com facilidade,  pondo fim à Dinastia Afexárida. Ele foi formalmente coroado Xá após sua campanha punitiva contra os súditos georgianos do Irã. 
No Cáucaso, a dinastia Cajar perdeu permanentemente muito território  para o Império Russo ao longo do século XIX, compreendendo a atual Geórgia oriental, o Daguestão, o Azerbaijão e a Armênia.  Apesar das suas perdas territoriais, o Irã Cajar reinventou a noção iraniana de realeza  e manteve uma relativa independência política, mas enfrentou grandes desafios à sua soberania, predominantemente por parte dos impérios russo e britânico. Conselheiros estrangeiros tornaram-se poderosos nos tribunais e nas forças armadas. Eles eventualmente dividiram o Irã Qajar na Convenção Anglo-Russa de 1907, criando zonas de influência russa e britânica e uma zona neutra.   
No início do século XX, a Revolução Constitucional Persa criou um parlamento eleito ou Majilis, e procurou o estabelecimento de uma monarquia constitucional, depondo Maomé Ali Xá Cajar por Amade Cajar, mas muitas das reformas constitucionais foram revertidas por uma intervenção liderada pelo Império Russo.   A integridade territorial do Irã Qajar foi ainda mais enfraquecida durante a campanha persa da Primeira Guerra Mundial e a invasão do Império Otomano. Quatro anos após o golpe de estado persa de 1921, o oficial militar Reza Xá assumiu o poder em 1925, estabelecendo assim a Dinastia Pahlavi, a última dinastia real iraniana.

## História

### Origens
Os governantes Qajar eram membros da seita Karagöz ou "Olho Negro" dos Qajars, que eram membros da linhagem Qajars (tribo) ou "Chapéus Negros" dos turcos Oguzes.     Os Qajars estabeleceram-se pela primeira vez durante o período mongol nas proximidades da Armênia e estavam entre as sete tribos Quizilbache que apoiavam os safávidas.  Os safávidas "deixaram Arrã (atual República do Azerbaijão) para os cãs turcos locais",  e, "em 1554, Ganja foi governada por Xaverdi-Sultão, cuja família passou a governar Carabaque no sul de Arrã ". 
Os Qajars ocupou uma série de missões diplomáticas e governos nos séculos 16-17 para os safávidas. Os Qajars foram reassentados pelo Xá Abas I em todo o Irã. A grande maioria deles também se estabeleceu em Astarabad (atual Gurgã, Irã) perto do canto sudeste do Mar Cáspio,  e seria este ramo dos Cajares que chegaria ao poder. O ancestral imediato da dinastia Cajar, Xá Coli Cã do Cuvanlu de Ganja (também escrito Govanlu), casou-se com os Cuvanlu Cajares de Astarabade. Seu filho, Fate Ali Cã (nascido c. 1685) foi um renomado comandante militar durante o governo dos xás safávidas Sultão Husayn e Tamaspe II. Ele foi morto por ordem de Nader Xá em 1726. O filho de Fate Ali Cã, Maomé Haçane Cã Cajar (1722–1758) era o pai de Maomé Cã Cajar e Huceine COli Cã (Jaansuz Xá), pai de "Baba Cã", o futuro Fate Ali Xá Cajar. Maomé Haçane Cã foi morto por ordem de Carim Cã da Dinastia Zande.
Dentro de 126 anos entre o fim do estado safávida e a ascensão de Naceradim Xá Cajar, os Qajars evoluíram de uma tribo de pastores-guerreiros com fortalezas no norte da Pérsia para uma dinastia persa com todas as armadilhas de uma monarquia perso-islâmica. 

### Ascensão ao poder
“Como praticamente todas as dinastias que governaram a Pérsia desde o século XI, os Qajars chegaram ao poder com o apoio das forças tribais turcas, enquanto usavam persas educados em sua burocracia”.  Entre estas tribos turcas, no entanto, os turcomenos do Irão desempenharam o papel mais proeminente em levar os Qajars ao poder.  Em 1779, após a morte de Carim Cã da Dinastia Zande, Maomé Cã Cajar, o líder dos Qajars, decidiu reunificar o Irã. Aga Maomé Cã era conhecido como um dos reis mais cruéis, mesmo para os padrões do Irã do século XVIII.  Na sua busca pelo poder, ele arrasou cidades, massacrou populações inteiras e cegou cerca de 20.000 homens na cidade de Carmânia porque a população local tinha escolhido defender a cidade contra o seu cerco. 
Os exércitos Qajar daquela época eram compostos principalmente por guerreiros turcomanos e escravos georgianos.  Em 1794, Maomé Cã Cajar havia eliminado todos os seus rivais, incluindo Lotefe Ali Cã, o último da Dinastia Zande. Ele restabeleceu o controle persa sobre os territórios de todo o Cáucaso. Agha Mohammad estabeleceu sua capital em Teerã, uma cidade próxima às ruínas da antiga cidade de Rey. Em 1796, foi formalmente coroado como Xá. Em 1797, Aga Maomé Cã foi assassinado em Shusha, capital do Canato de Carabaque, e foi sucedido por seu sobrinho, Fate Ali Xá Cajar.

### Reconquista da Geórgia e do resto do Cáucaso

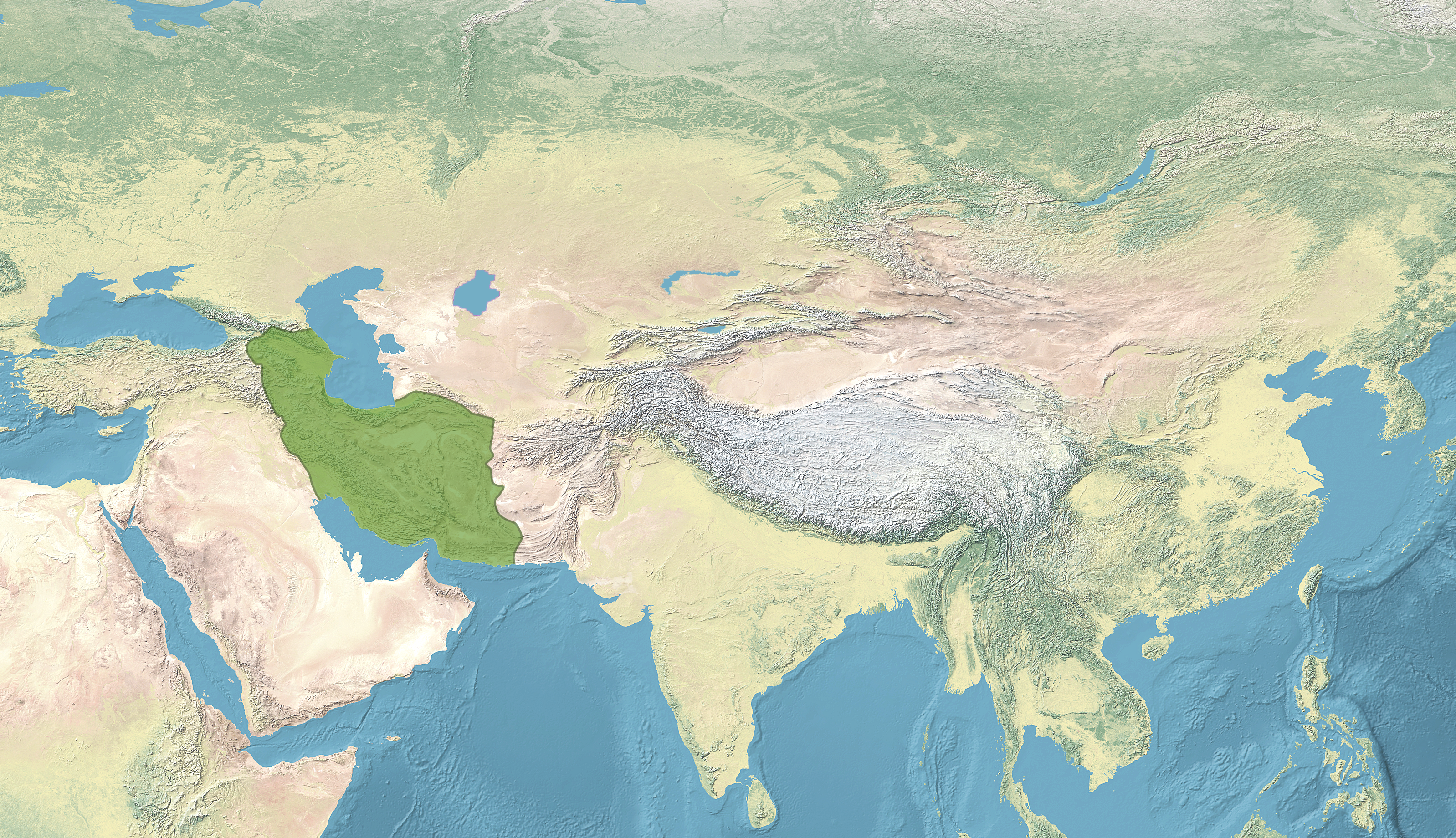
O Império Qajar e a política asiática contemporânea c. 1800

Em 1744, Nader Xá concedeu a realeza de Cártlia e Caquécia a Teimuraz II e seu filho Heráclio II, respectivamente, como recompensa por sua lealdade.  Quando Nader Shah morreu em 1747, eles capitalizaram o caos que eclodiu no Irão continental e declararam a independência de facto . Após a morte de Teimuraz II em 1762, Heráclio II assumiu o controle de Cártlia, e uniu os dois reinos em uma união pessoal como o Reino de Cártlia-Caquécia, tornando-se o primeiro governante georgiano a presidir uma Geórgia oriental politicamente unificada em três séculos.  Mais ou menos na mesma época, Carim Cã ascendeu ao trono iraniano; Heráclio II rapidamente apresentou a sua submissão de jure ao novo governante iraniano, no entanto, de facto, permaneceu autónomo.   Em 1783, Heráclio II colocou o seu reino sob a proteção do Império Russo no Tratado de Georgievsk. Nas últimas décadas do século XVIII, a Geórgia tornou-se um elemento mais importante nas relações russo-iranianas do que algumas províncias do norte da Pérsia continental, como Mazandarão ou mesmo Guilão.  Ao contrário de Pedro, o Grande, Catarina, a Grande, a então monarca governante da Rússia, via a Geórgia como um pivô para a sua política caucasiana, já que as novas aspirações da Rússia eram usá-la como base de operações contra o Irão e o Império Otomano,  ambos rivais geopolíticos fronteiriços imediatos da Rússia. Além disso, ter outro porto na costa georgiana do Mar Negro seria o ideal.  Um contingente russo limitado de dois batalhões de infantaria com quatro peças de artilharia chegou a Tiblíssi em 1784,  mas foi retirado em 1787, apesar dos protestos frenéticos dos georgianos, quando uma nova guerra contra a Turquia otomana começou numa frente diferente. 

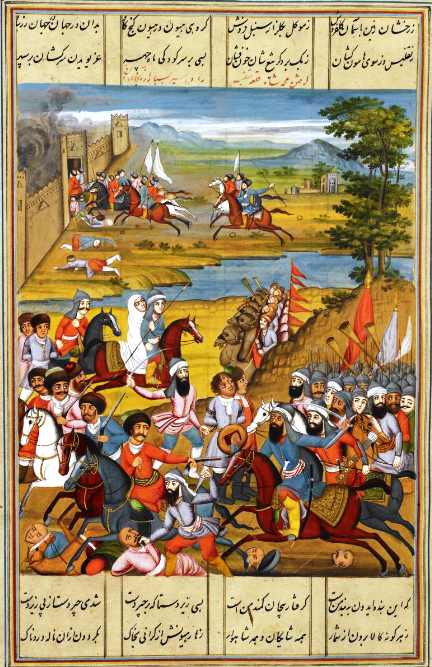
A captura de Tiblíssi por Aga Maomé Cã. Uma miniatura persa da era Qajar da Biblioteca Britânica.

As consequências destes acontecimentos surgiram alguns anos mais tarde, quando uma nova e forte dinastia iraniana sob os Qajars emergiu vitoriosa na prolongada luta pelo poder na Pérsia. Seu chefe, Maomé Cã Cajar, como seu primeiro objetivo,  resolveu trazer o Cáucaso novamente totalmente sob a órbita persa. Para Aga Maomé Cã, a resubjugação e reintegração da Geórgia no Império Iraniano fazia parte do mesmo processo que colocou Xiraz, Isfahan e Tabriz sob o seu governo.  Ele via, como os safávidas e Nader Shah antes dele, que os territórios não eram diferentes dos territórios do Irã continental. A Geórgia era uma província do Irão da mesma forma que Khorasan.  Como afirma The Cambridge History of Iran, a sua secessão permanente era inconcebível e tinha de ser combatida da mesma forma que se resistiria a uma tentativa de separação de Fars ou Guilão.  Foi, portanto, natural que Aga Maomé Cã realizasse todos os meios necessários no Cáucaso, a fim de subjugar e reincorporar as regiões recentemente perdidas após a morte de Nader Shah e o desaparecimento dos Zandes, incluindo reprimir o que aos olhos iranianos era visto como traição ao parte do váli da Geórgia. 
Encontrando um intervalo de paz em meio às suas próprias disputas e com a segurança do norte, oeste e centro da Pérsia, os persas exigiram que Erekle II renunciasse ao tratado com a Rússia e reaceitasse a suserania persa,  em troca da paz e da segurança de seu reino. Os otomanos, rivais vizinhos do Irão, reconheceram os direitos deste último sobre Cártlia e Caquécia pela primeira vez em quatro séculos.  Erekle apelou então para a sua protetora teórica, a Imperatriz Catarina II da Rússia, pedindo pelo menos 3.000 soldados russos,  mas foi ignorado, deixando a Geórgia sozinha para defender-se da ameaça persa.  No entanto, Erekle II ainda rejeitou o ultimato de Maomé Cã Cajar. 
Em agosto de 1795, Maomé Cã Cajar cruzou o rio Aras, e após uma reviravolta nos acontecimentos pela qual ele reuniu mais apoio de seus cãs subordinados de Erevã e Ganja, e tendo assegurado novamente os territórios até incluir partes do Daguestão no norte e até a fronteira mais ocidental da atual Armênia, no oeste, ele enviou a Erekle o último ultimato, que ele também recusou, mas enviou mensageiros para São Petersburgo. Gudovich, que estava sentado em Georgiyevsk na época, instruiu Erekle a evitar "despesas e confusão",  enquanto Erekle, junto com Salomão II e alguns Imeretianos, dirigiam-se para o sul de Tiblíssi para afastar os iranianos. 
Com metade da tropa com quem Maomé Cã Cajar cruzou o rio Aras, ele agora marchou diretamente sobre Tiblíssi, onde começou uma enorme batalha entre os exércitos iraniano e georgiano. Erekle conseguiu mobilizar cerca de 5.000 soldados, incluindo cerca de 2.000 da vizinha Imerícia, sob o rei Salomão II. Os georgianos, em menor número, acabaram sendo derrotados, apesar da forte resistência. Em poucas horas, o rei iraniano Aga Maomé Cã controlava totalmente a capital georgiana. O exército persa marchou de volta carregado de despojos e levando muitos milhares de cativos.   
Com isto, após a conquista de Tbilisi e estando no controle efetivo do leste da Geórgia,   Agha Mohammad foi formalmente coroado Xá em 1796 na planície de Mugã.  Como observa The Cambridge History of Iran; “O cliente da Rússia, a Geórgia, foi punido e o prestígio da Rússia, prejudicado.” Erekle II regressou a Tbilisi para reconstruir a cidade, mas a destruição da sua capital foi um golpe mortal nas suas esperanças e projectos. Ao saber da queda de Tiblíssi, o general Gudovich colocou a culpa nos próprios georgianos.  Para restaurar o prestígio russo, Catarina II declarou guerra à Pérsia, sob proposta de Gudovich,  e enviou um exército sob o comando de Valerian Zubov às possessões de Qajar em abril daquele ano, mas o novo czar Paulo I, que sucedeu Catarina em novembro, logo lembrou.
Maomé Cã Cajar foi posteriormente assassinado enquanto preparava uma segunda expedição contra a Geórgia em 1797, em Shusha.  A reavaliação da hegemonia iraniana sobre a Geórgia não durou muito; em 1799, os russos marcharam para Tiblíssi, dois anos após a morte de Maomé Cã Cajar.  Os dois anos seguintes foram um período de confusão e confusão, e o enfraquecido e devastado reino georgiano, com sua capital meio em ruínas, foi facilmente absorvido pela Rússia em 1801.   Como o Irão não podia permitir ou permitir a cessão da Transcaucásia e do Daguestão, que durante séculos fazia parte do conceito de Irão,  também levaria directamente às guerras de vários anos mais tarde, nomeadamente a Guerra Russo-Persa. (1804-1813) e a Guerra Russo-Persa (1826-1828), que acabaria por provar a cessão forçada irrevogável das regiões acima mencionadas à Rússia Imperial pelos tratados de Gulistão (1813) e Turcamanchai (1828), como os antigos laços poderiam só será cortado por uma força superior vinda de fora.  Era, portanto, também inevitável que o sucessor de Maomé Cã Cajar, Fate Ali Xá (sob quem o Irã lideraria as duas guerras acima mencionadas) seguisse a mesma política de restaurar a autoridade central iraniana a norte dos rios Arax e Kura. 

### Guerras com a Rússia e perda irrevogável de territórios

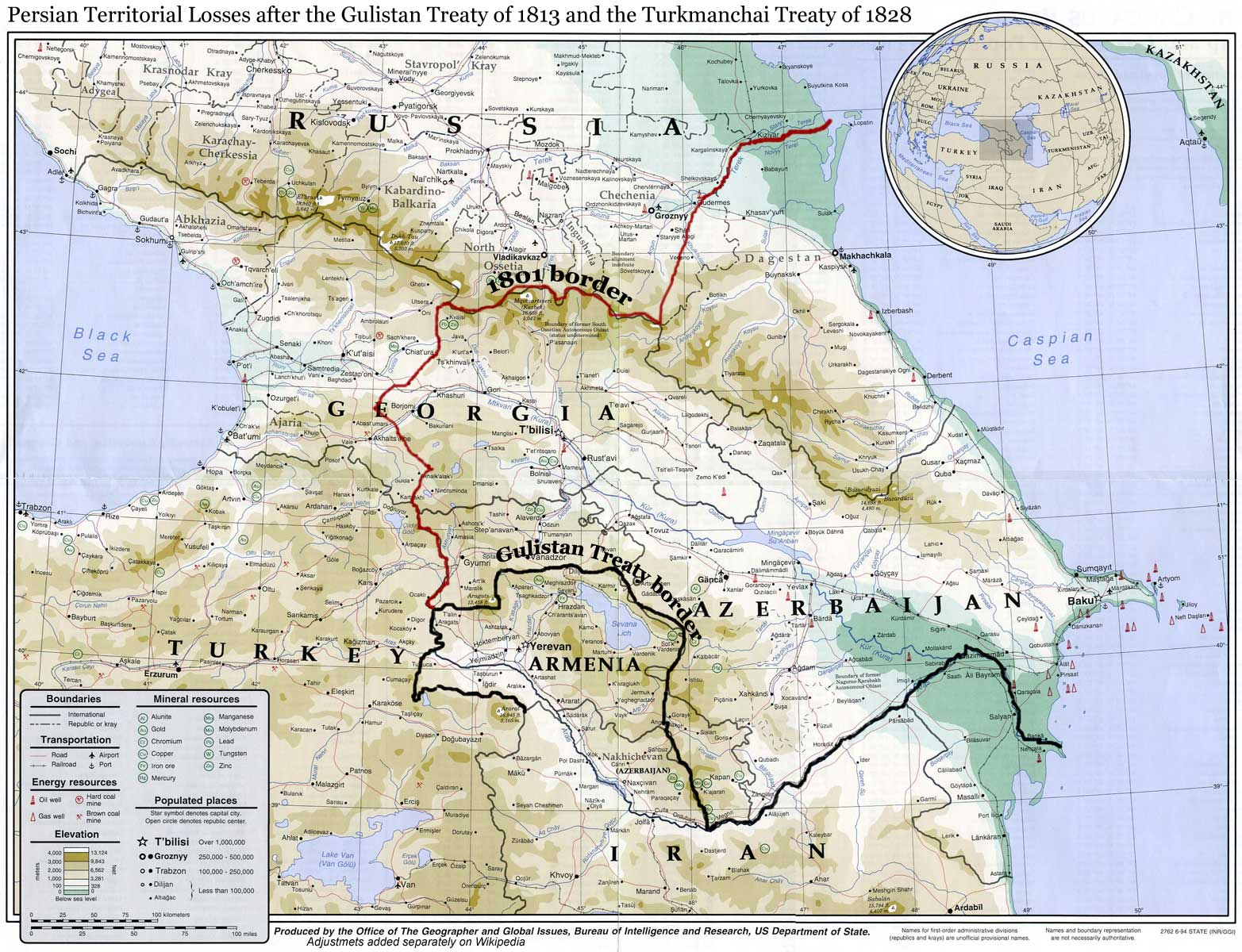
Mapa mostrando as fronteiras do noroeste do Irã no século XIX, compreendendo a Geórgia Oriental, o Daguestão, a Armênia e o Azerbaijão, antes de ser forçado a ceder os territórios à Rússia Imperial durante as duas Guerras Russo-Persas do século 19

Cerca de uma década depois, em violação do Tratado de Gulistão, os russos invadiram o Canato de Erevã do Irã.   Isso desencadeou o ataque final de hostilidades entre os dois; a Guerra Russo-Persa de 1826-1828. Terminou de forma ainda mais desastrosa para o Irão Qajar com a ocupação temporária de Tabriz e a assinatura do Tratado de Turcamanchai em 1828, reconhecendo a soberania russa sobre todo o Sul do Cáucaso e o Daguestão, bem como, portanto, a cessão do que hoje é a Armênia e a parte restante da República do Azerbaijão;  a nova fronteira entre os vizinhos Rússia e Irã foi estabelecida no rio Arax. O Irão, através destes dois tratados, no decurso do século XIX, perdeu irrevogavelmente os territórios que durante séculos fizeram parte do conceito de Irã.  A área ao norte do rio Aras, entre os quais o território da contemporânea República do Azerbaijão, leste da Geórgia, Daguestão e Armênia, era território iraniano até serem ocupados pela Rússia no decorrer do século XIX.       
Como resultado e consequência directa dos tratados de Gulistão e Turcamanchai de 1813 e 1828, respectivamente, os antigos territórios iranianos tornaram-se parte da Rússia por volta dos 180 anos seguintes, excepto o Daguestão, que permaneceu uma possessão russa desde então. Da maior parte do território, seis nações distintas seriam formadas através da dissolução da União Soviética em 1991, nomeadamente Geórgia, Azerbaijão, Armênia e três repúblicas geralmente não reconhecidas, Abecásia, Artsaque e Ossétia do Sul reivindicadas pela Geórgia. Por último e igualmente importante, como resultado da imposição dos dois tratados pela Rússia, também separou decisivamente os Azerbaijanos  e Talysh  desde então entre duas nações.

Com a conclusão do Tratado de Akhal em 21 de setembro de 1881, o Irã cessou qualquer reivindicação sobre todas as partes do Turquestão e da Transoxiana, estabelecendo o rio Atreque como a nova fronteira com a Rússia Imperial. Consequentemente, Marve, Sarahs, Asgabade e as áreas circundantes foram transferidas para o controle russo sob o comando do General Alexander Komarov em 1884. 

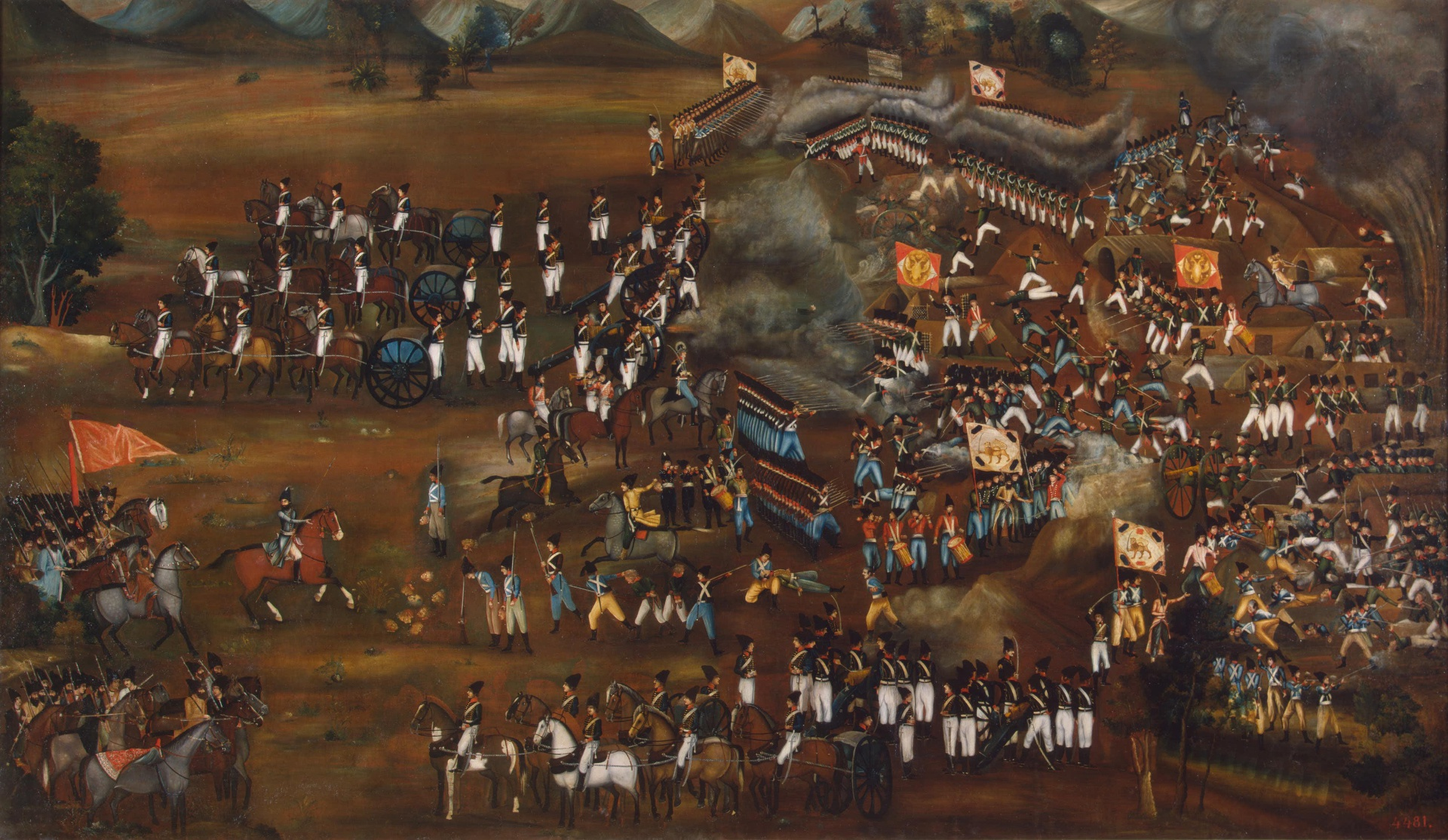
Batalha de Sultanabad, 13 de fevereiro de 1812. Hermitage.
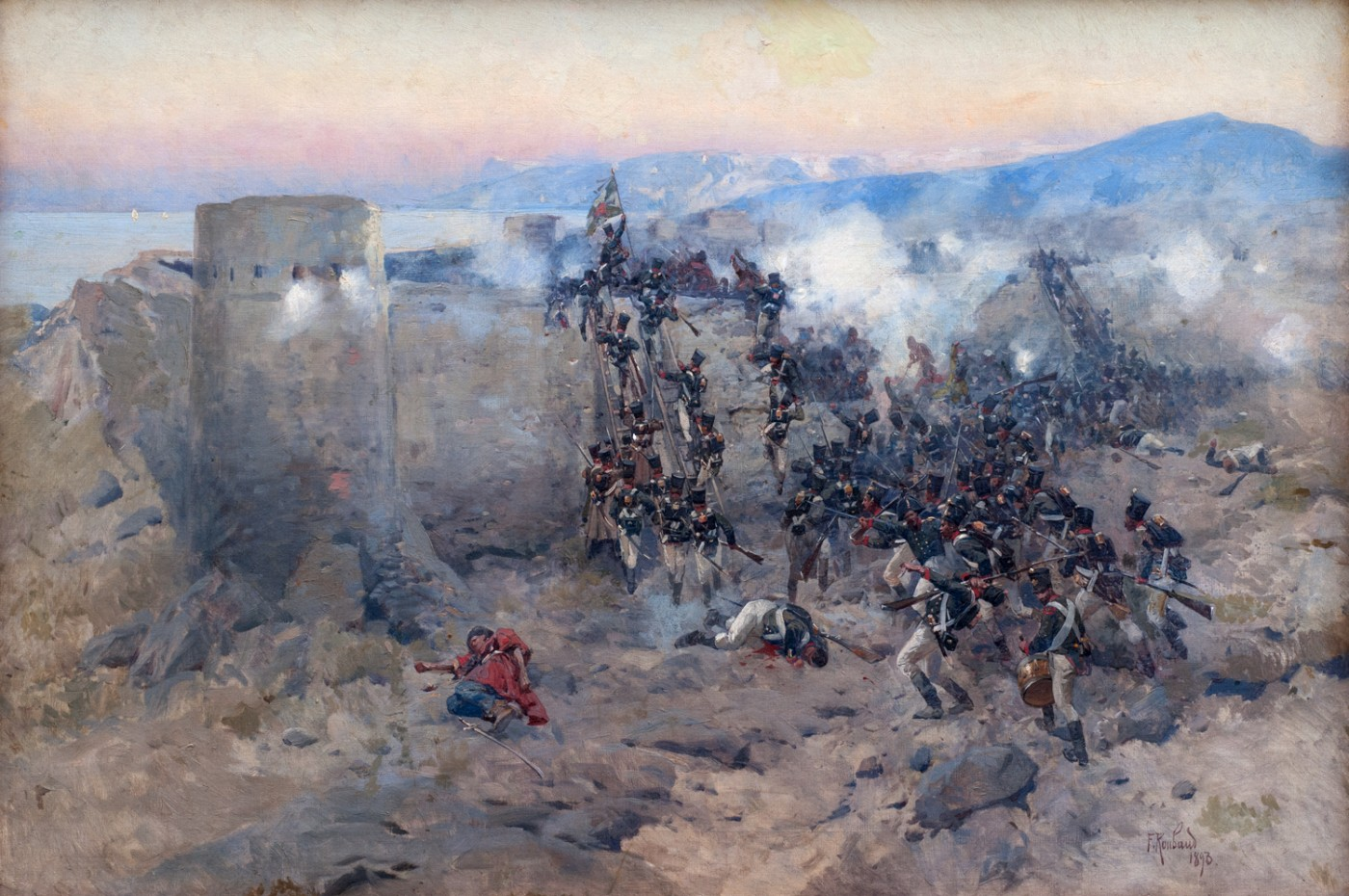
Cerco de Lankaran, 13 de janeiro de 1813. Franz Roubaud.
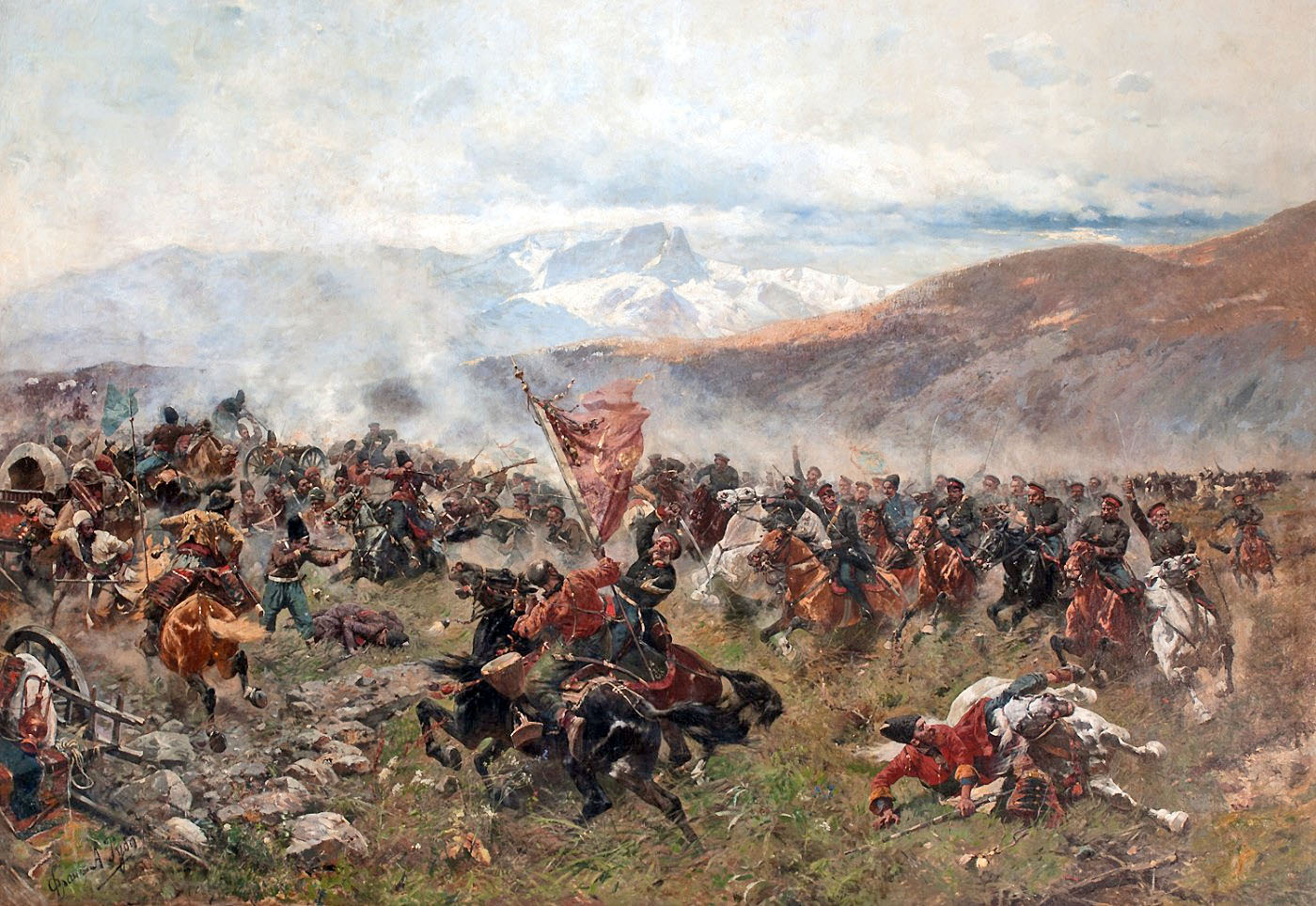
Batalha de Ganja, 1826. Franz Roubaud. Parte do acervo do Museu de História, Baku.

#### Migração de muçulmanos caucasianos
Após a perda oficial dos já mencionados vastos territórios no Cáucaso, estavam fadadas a ocorrer grandes mudanças demográficas. Os territórios do Irã de língua persa sólida foram perdidos, com todos os seus habitantes neles. Após a guerra de 1804-1814, mas também durante a guerra de 1826-1828 que cedeu os últimos territórios, grandes migrações, os chamados Muhajirs caucasianos, partiram para migrar para o Irã continental. Alguns desses grupos incluíam os Ayrums, Carapapaques, Circassianos, Lezguianos e outros muçulmanos transcaucasianos. 

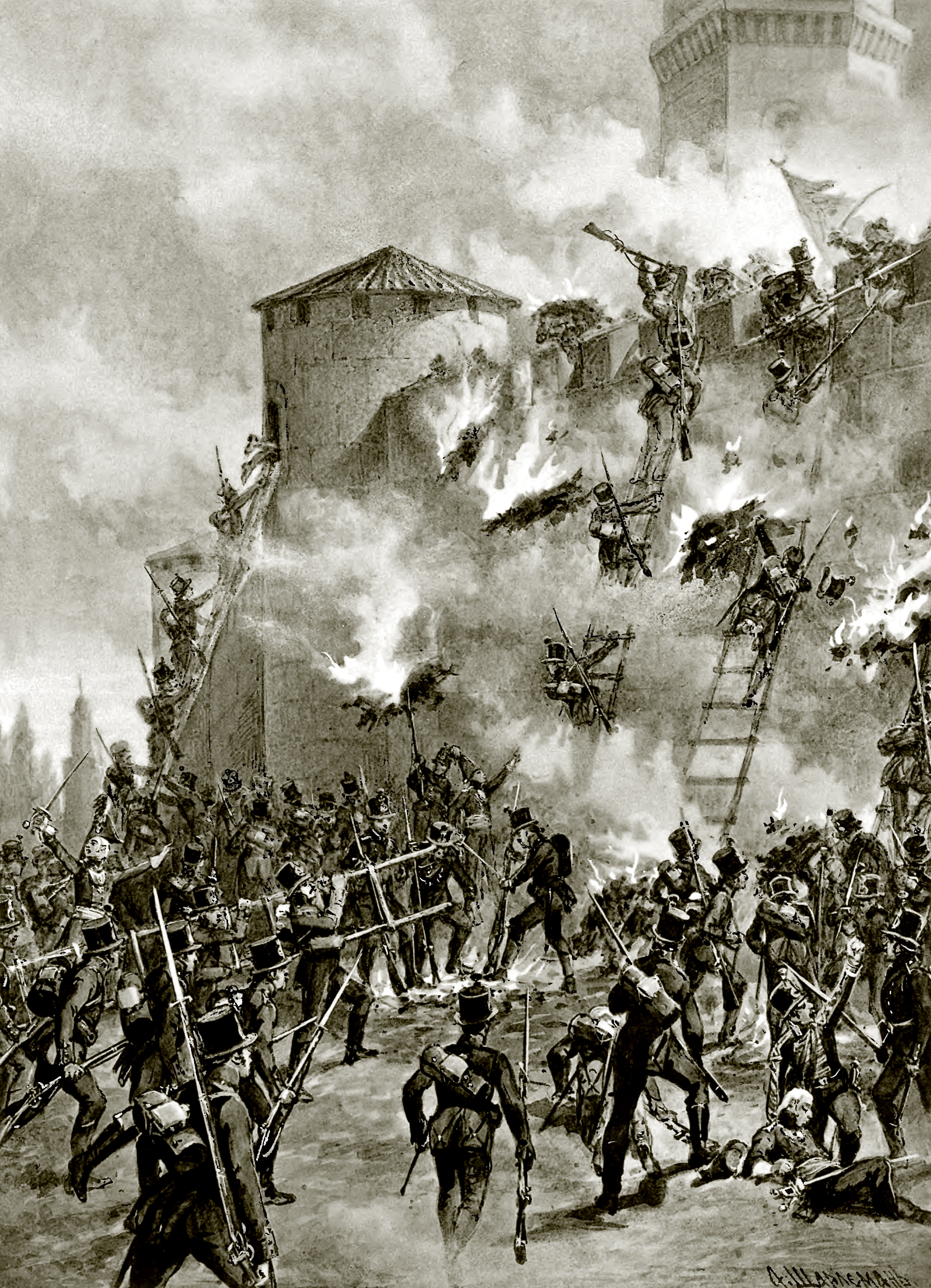
A. Sharlmann "Batalha de Ganja" durante a Guerra Russo-Persa (1804-1813)

Durante a Batalha de Ganja de 1804 durante a Guerra Russo-Persa (1804-1813), muitos milhares de Ayrums e Qarapapaqs foram estabelecidos em Tabriz. Durante o restante da guerra de 1804-1813, bem como durante a guerra de 1826-1828, a maior parte dos Ayrums e Qarapapaqs que ainda permaneciam nos territórios russos recém-conquistados foram estabelecidos e migraram para Solduz (na atual Província do Azerbaijão Ocidental do Irã).  Como afirma The Cambridge History of Iran; “A invasão constante das tropas russas ao longo da fronteira no Cáucaso, as brutais expedições punitivas e o mau governo do general Yermolov levaram um grande número de muçulmanos, e até mesmo alguns cristãos georgianos, ao exílio no Irã.” 
Em 1864 até o início do século XX, ocorreu outra expulsão em massa de muçulmanos caucasianos como resultado da vitória russa na Guerra do Cáucaso. Outros simplesmente recusaram voluntariamente viver sob o domínio cristão russo, e assim desembarcaram para a Turquia ou o Irão. Estas migrações mais uma vez, em direção ao Irão, incluíram massas de azerbaijanos caucasianos, outros muçulmanos transcaucasianos, bem como muitos muçulmanos caucasianos do norte, como circassianos, xiitas Lezgins e Laks.   Muitos destes migrantes provariam desempenhar um papel fundamental no futuro da história iraniana, uma vez que formaram a maior parte das fileiras da Brigada Cossaca Persa, que também seria estabelecida no final do século XIX.  As fileiras iniciais da brigada seriam inteiramente compostas por circassianos e outros Muhajirs caucasianos.  Esta brigada seria decisiva nas décadas seguintes na história de Qajar.
Além disso, o Tratado de Turcamanchai de 1828 incluiu os direitos oficiais do Império Russo para encorajar a colonização de armênios do Irã nos territórios russos recém-conquistados.   Até meados do século XIV, os arménios constituíam maioria na Armênia Oriental.  No final do século XIV, após as campanhas de Timur, o Islã tornou-se a fé dominante e os arménios tornaram-se uma minoria na Arménia Oriental.  Após séculos de guerras constantes no Planalto Arménio, muitos arménios optaram por emigrar e estabelecer-se noutros locais. Após a realocação massiva de armênios e muçulmanos pelo xá Abas I em 1604-1605,  seu número diminuiu ainda mais.
Na época da invasão russa do Irã, cerca de 80% da população do Canato de Erevã na Armênia iraniana eram muçulmanos (persas, turcos e curdos), enquanto os armênios cristãos constituíam uma minoria de cerca de 20%.  Como resultado do Tratado de Gulistão (1813) e do Tratado de Turcamanchai (1828), o Irã foi forçado a ceder a Armênia iraniana (que também constituía a atual Armênia ), aos russos.   Depois de a administração russa ter tomado posse da Arménia iraniana, a composição étnica mudou e, assim, pela primeira vez em mais de quatro séculos, os arménios étnicos começaram a formar novamente uma maioria numa parte da Armênia histórica. 
O reinado de Fate Ali Xá viu o aumento dos contactos diplomáticos com o Ocidente e o início de intensas rivalidades diplomáticas europeias sobre o Irão. Seu neto Maomé Xá, que caiu sob a influência russa e fez duas tentativas frustradas de capturar Herate, o sucedeu em 1834. Quando Mohammad Shah morreu em 1848, a sucessão passou para seu filho Nasser-e-Din, que provou ser o mais capaz e bem-sucedido dos soberanos Qajar. Ele fundou o primeiro hospital moderno no Irã. 

### Desenvolvimento e declínio

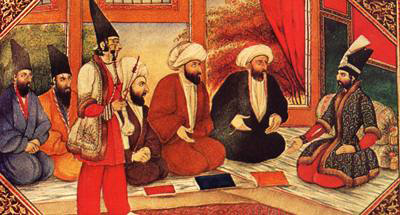
Mulás na presença real. O estilo de pintura é distintamente Qajar.

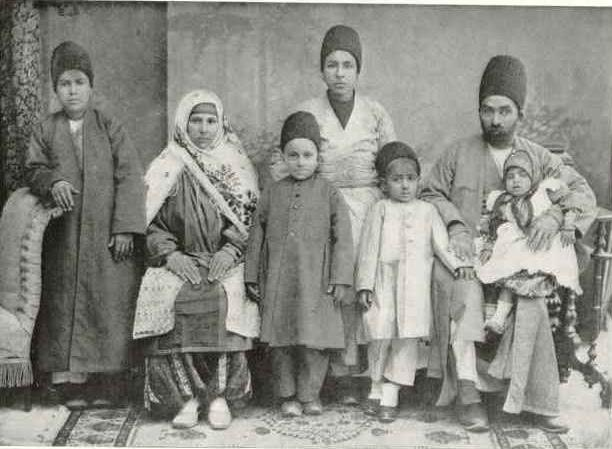
Uma família zoroastriana em Qajar, Irã

Durante o reinado de Naceradim Xá, a ciência, a tecnologia e os métodos educacionais ocidentais foram introduzidos na Pérsia e a modernização do país foi iniciada. Naceradim Xá tentou explorar a desconfiança mútua entre a Grã-Bretanha e a Rússia para preservar a independência da Pérsia, mas a interferência estrangeira e a invasão territorial aumentaram sob o seu governo. Ele não foi capaz de impedir que a Grã-Bretanha e a Rússia invadissem regiões de influência tradicional persa. Em 1856, durante a Guerra Anglo-Persa, a Grã-Bretanha impediu que a Pérsia reafirmasse o controle sobre Herat . A cidade fazia parte da Pérsia na época dos safávidas, mas Herat estava sob domínio não-persa desde meados do século XVIII. A Grã-Bretanha também estendeu o seu controlo a outras áreas do Golfo Pérsico durante o século XIX. Entretanto, em 1881, a Rússia tinha completado a conquista dos actuais Turquemenistão e Uzbequistão, trazendo a fronteira da Rússia para as fronteiras do nordeste da Pérsia e cortando os laços históricos persas com as cidades de Bucara, Marve e Samarcanda. Várias concessões comerciais do governo persa colocaram os assuntos económicos em grande parte sob o controlo britânico. No final do século XIX, muitos persas acreditavam que os seus governantes estavam em dívida com interesses estrangeiros.
Mirza Tagui Cã Amir Cabir, foi conselheiro e policial do jovem príncipe Naceradim. Com a morte de Mohammad Shah em 1848, Mirza Taqui foi o grande responsável por garantir a sucessão do príncipe herdeiro ao trono. Quando Naceradim subiu ao trono, Amir Nezã recebeu o cargo de primeiro-ministro e o título de Amir Kabir, o Grande Governante.
Naquela época, a Pérsia estava quase falida. Durante os dois anos e meio seguintes, Amir Kabir iniciou reformas importantes em praticamente todos os setores da sociedade. As despesas governamentais foram reduzidas e foi feita uma distinção entre os cofres privados e públicos. Os instrumentos da administração central foram revistos e Amir Kabir assumiu a responsabilidade por todas as áreas da burocracia. Houve revoltas Bahai e uma revolta no Khurasan na época, mas foram esmagadas por Amir Kabir.  A interferência estrangeira nos assuntos internos da Pérsia foi restringida e o comércio exterior foi incentivado. Foram realizadas obras públicas como o bazar de Teerã. Amir Kabir emitiu um decreto proibindo textos ornamentados e excessivamente formais em documentos governamentais; o início de um estilo de prosa persa moderno data dessa época.

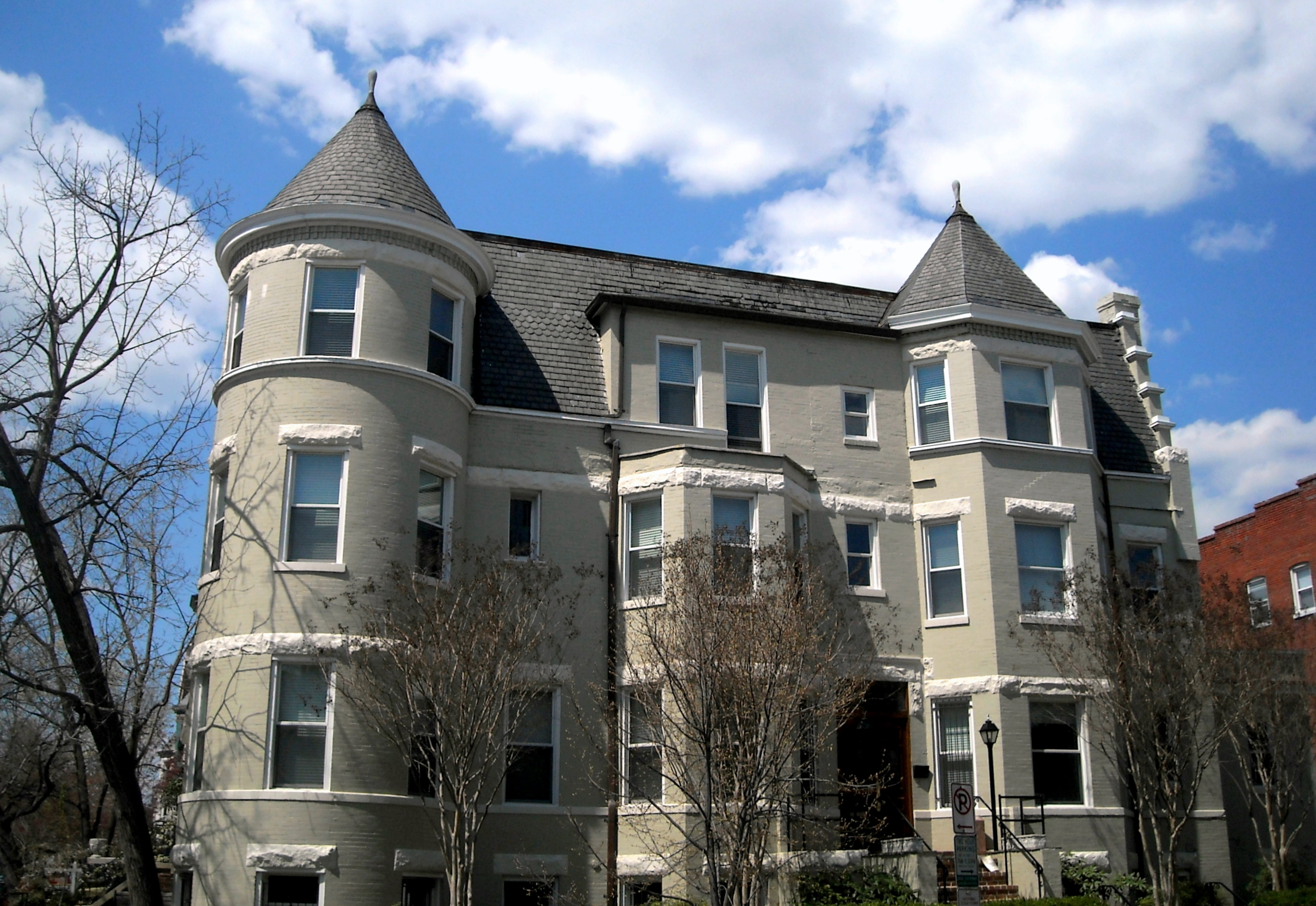
Uma ex-legação persa em Washington, D.C

Uma das maiores conquistas de Amir Kabir foi a construção de Dar ol Fonoon em 1851, a primeira universidade moderna na Pérsia e no Oriente Médio. Dar-ol-Fonoon foi estabelecido para treinar um novo quadro de administradores e familiarizá-los com as técnicas ocidentais. Marcou o início da educação moderna na Pérsia.  Amir Kabir ordenou que a escola fosse construída na periferia da cidade para que pudesse ser ampliada conforme necessário. Ele contratou instrutores franceses e russos, bem como persas, para ensinar disciplinas tão diferentes como Língua, Medicina, Direito, Geografia, História, Economia e Engenharia, entre muitas outras.  Infelizmente, Amir Kabir não viveu o suficiente para ver concluído o seu maior monumento, mas ele ainda permanece em Teerão como um sinal das ideias de um grande homem para o futuro do seu país.
Estas reformas antagonizaram vários notáveis que tinham sido excluídos do governo. Eles consideravam o Amir Kabir um arrivista social e uma ameaça aos seus interesses, e formaram uma coligação contra ele, na qual a rainha-mãe era activa. Ela convenceu o jovem xá de que Amir Kabir queria usurpar o trono. Em outubro de 1851, o xá o demitiu e exilou-o em Caxã, onde foi assassinado por ordem do xá. Através de seu casamento com Ezzat od-Doleh, Amir Kabir era cunhado do xá.
O Irã Qajar tornar-se-ia vítima do Grande Jogo entre a Rússia e a Grã-Bretanha pela influência sobre a Ásia Central. À medida que a soberania do estado Qajar foi desafiada, isto assumiu a forma de conquistas militares, intrigas diplomáticas e competição de bens comerciais entre dois impérios estrangeiros.  :20, 74 Desde o Tratado de Turcamanchai de 1828, a Rússia recebeu domínio territorial no Irã. Com os Romanov a mudar para uma política de “apoio informal” à enfraquecida Dinastia Qajar – continuando a exercer pressão com avanços no Turquestão, em grande parte nómada, um território fronteiriço crucial dos Qajars – esta dominação russa da Pérsia continuou durante quase um século.   A monarquia persa tornou-se mais um conceito simbólico em que os diplomatas russos eram eles próprios corretores de poder no Irão e a monarquia dependia de empréstimos britânicos e russos para obter fundos.  Em 1879, o estabelecimento da Brigada Cossaca por oficiais russos deu ao Império Russo influência sobre a modernização do exército Qajar. Esta influência foi especialmente pronunciada porque a legitimidade da monarquia persa se baseava numa imagem de proeza militar, primeiro de influência turca e depois de influência europeia.   Na década de 1890, tutores, médicos e oficiais russos eram proeminentes na corte do Xá, influenciando pessoalmente a política.   A Rússia e a Grã-Bretanha tinham investimentos concorrentes na industrialização do Irão, incluindo estradas e linhas telegráficas,  como forma de lucrar e alargar a sua influência. No entanto, até 1907, a rivalidade do Grande Jogo era tão pronunciada que as exigências mútuas britânicas e russas ao Xá para excluir o outro bloquearam toda a construção de ferrovias no Irã no final do século XIX.  (p20) Em 1907, os Impérios Britânico e Russo dividiram o Irão em esferas de influência com a Convenção Anglo-Russa.

### Revolução Constitucional

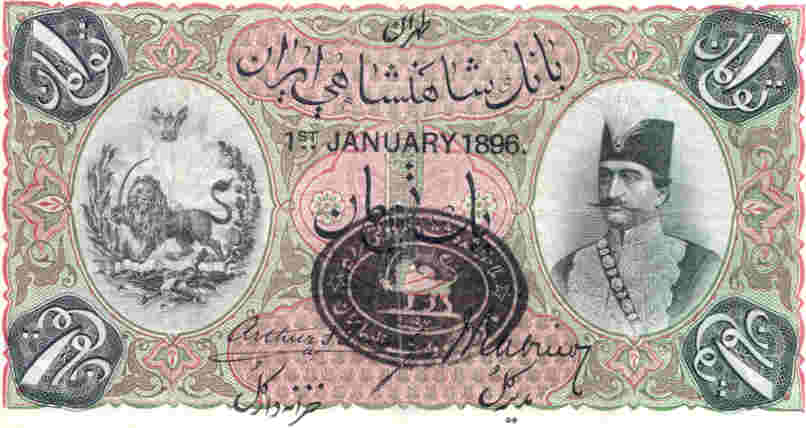
Nota de moeda da era Qajar com uma representação de Naceradim Xá.

Quando Naceradim Xá Cajar foi assassinado por Mirza Reza Kermani em 1896,  a coroa passou para seu filho Mozafaradim Xá.  Mozafaradim Xá foi um governante moderado, mas relativamente ineficaz. As extravagâncias reais coincidiram com uma capacidade inadequada de garantir receitas do Estado, o que exacerbou ainda mais os problemas financeiros dos Qajar. Em resposta, o Xá obteve dois grandes empréstimos da Rússia (em parte para financiar viagens pessoais à Europa). A indignação pública aumentou quando o Xá vendeu concessões – tais como monopólios de construção de estradas, a autoridade para cobrar direitos sobre as importações, etc. – aos interesses europeus em troca de pagamentos generosos ao Xá e aos seus funcionários. A exigência popular de restringir a autoridade real arbitrária em favor do Estado de direito aumentou à medida que aumentava a preocupação com a crescente penetração e influência estrangeira.

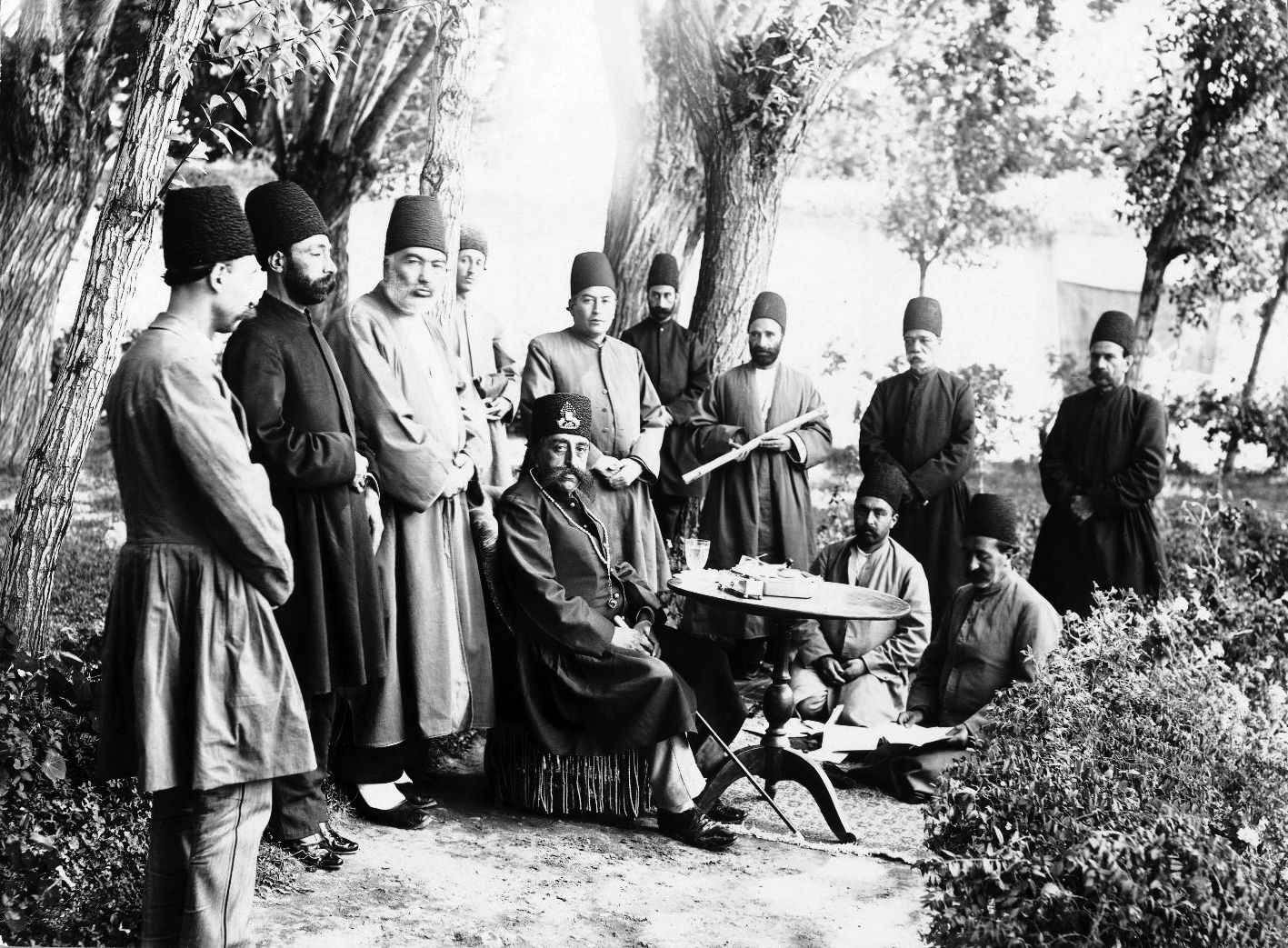
Mozafaradim Xá e atendentes sentados em um jardim Uma das 274 fotografias antigas (Museu do Brooklyn)

A incapacidade do xá de responder aos protestos do establishment religioso, dos comerciantes e de outras classes levou os comerciantes e líderes clericais, em Janeiro de 1906, a protegerem-se de uma provável detenção em mesquitas em Teerão e fora da capital. Quando o xá renegou a promessa de permitir o estabelecimento de uma "casa de justiça", ou assembleia consultiva, 10 mil pessoas, lideradas pelos comerciantes, refugiaram-se em Junho no complexo da legação britânica em Teerão. Em agosto, o xá, através da emissão de um decreto, prometeu uma constituição. Em Outubro, uma assembleia eleita reuniu-se e elaborou uma constituição que previa limitações estritas ao poder real, um parlamento eleito, ou Majles, com amplos poderes para representar o povo e um governo com um gabinete sujeito à confirmação pelos Majles. O xá assinou a constituição em 30 de dezembro de 1906, mas recusando-se a ceder todo o seu poder aos Majles, anexou uma advertência que fazia com que sua assinatura fosse feita em todas as leis necessárias para sua promulgação. Ele morreu cinco dias depois. As Leis Fundamentais Complementares aprovadas em 1907 previam, dentro de limites, a liberdade de imprensa, expressão e associação, e a segurança da vida e da propriedade. As esperanças para a regra constitucional não se concretizaram, no entanto.

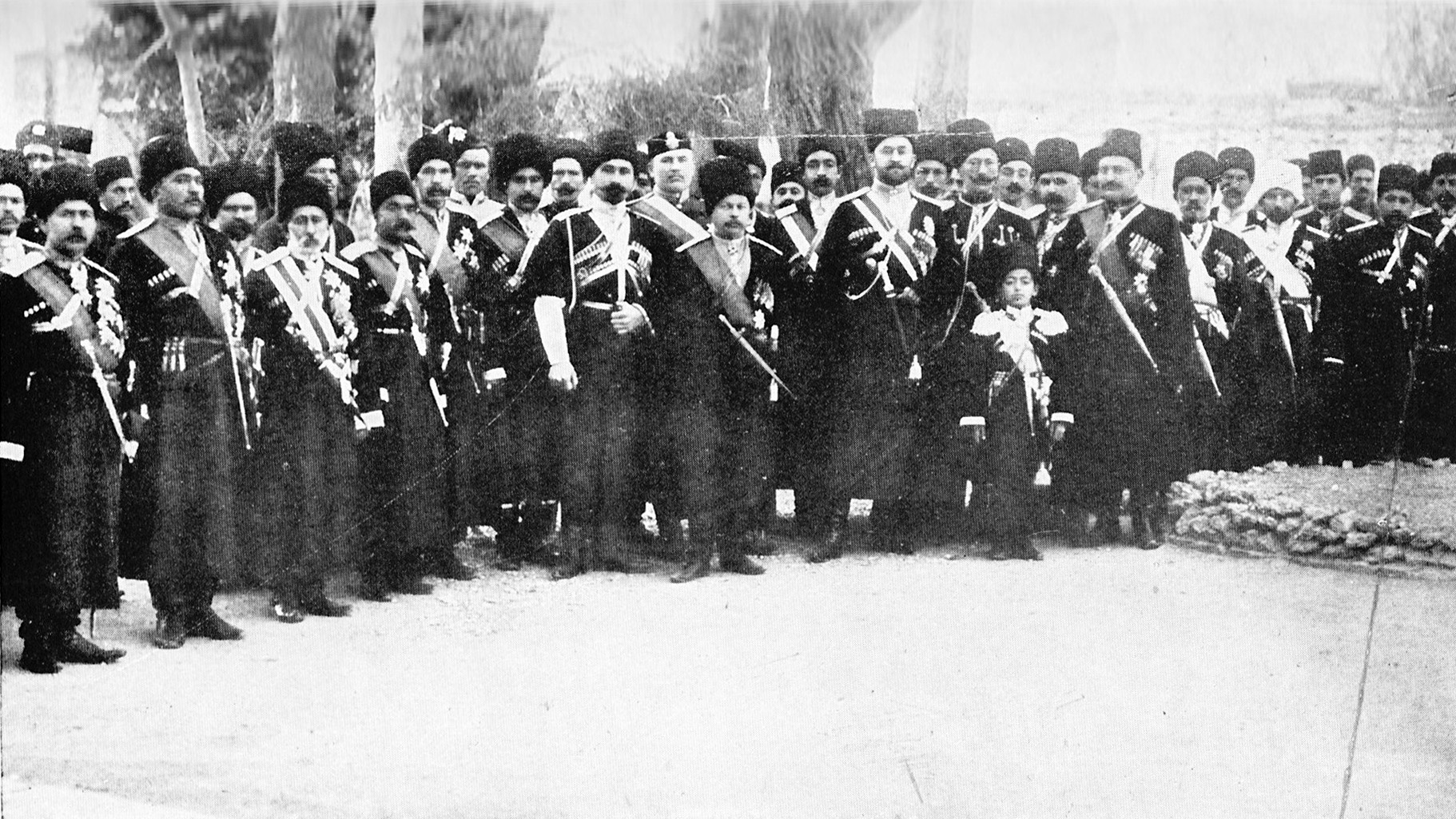
Brigada Cossaca Persa em Tabriz em 1909

O filho de Mozafaradim Xá, Maomé Ali Xá (reinou de 1907 a 1909), que, através de sua mãe, também era neto do primeiro-ministro Amir Kabir (ver antes), com a ajuda da Rússia, tentou rescindir a constituição e abolir o governo parlamentar. Depois de várias disputas com os membros do Majles, em junho de 1908 ele usou sua Brigada Cossaca Persa, comandada pela Rússia (composta quase exclusivamente por Muhajirs caucasianos), para bombardear o edifício Majlis, prender muitos dos deputados (dezembro de 1907), e fechar. a assembléia (junho de 1908).  A resistência ao xá, contudo, uniu-se em Tabriz, Isfahan, Resht e outros lugares. Em julho de 1909, as forças constitucionais marcharam de Rasht para Teerã lideradas por Mohammad Vali Khan Sepahsalar Khalatbari Tonekaboni, depuseram o Xá e restabeleceram a constituição. O ex-xá exilou-se na Rússia. Shah morreu em Sanremo, Itália, em abril de 1925. Cada futuro Xá do Irão também morreria no exílio.
Em 16 de julho de 1909, os Majles votaram para colocar no trono o filho de 11 anos de Mohammad Ali Shah, Amade Cajar.  Embora as forças constitucionais tivessem triunfado, enfrentaram sérias dificuldades. As convulsões da Revolução Constitucional e da guerra civil minaram a estabilidade e o comércio. Além disso, o ex-xá, com apoio russo, tentou recuperar o trono, desembarcando tropas em julho de 1910. O mais grave de tudo é que a esperança de que a Revolução Constitucional inaugurasse uma nova era de independência das grandes potências terminou quando, sob a Entente Anglo-Russa de 1907, a Grã-Bretanha e a Rússia concordaram em dividir a Pérsia em esferas de influência. Os russos gozariam do direito exclusivo de prosseguir os seus interesses na esfera norte, os britânicos no sul e no leste; ambas as potências seriam livres para competir por vantagens económicas e políticas numa esfera neutra no centro. A situação chegou ao auge quando Morgan Shuster, um administrador dos Estados Unidos contratado como tesoureiro-geral pelo governo persa para reformar as suas finanças, procurou cobrar impostos de funcionários poderosos que eram protegidos russos e enviar membros da gendarmaria do tesouro, um departamento fiscal força policial, para a zona russa. Quando, em dezembro de 1911, o Majlis recusou por unanimidade um ultimato russo exigindo a demissão de Shuster, as tropas russas, já no país, moveram-se para ocupar a capital. Para evitar isto, em 20 de Dezembro, os chefes Bakhtiari e as suas tropas cercaram o edifício Majles, forçaram a aceitação do ultimato russo e encerraram a assembleia, suspendendo mais uma vez a constituição.  
Autoridades britânicas e russas coordenaram-se enquanto o exército russo, ainda presente na Pérsia, invadia novamente a capital e suspendia o parlamento. O czar ordenou que as tropas em Tabriz "agissem com severidade e rapidez", enquanto eram ordenados expurgos, levando a muitas execuções de revolucionários proeminentes. O embaixador britânico, George Head Barclay, relatou desaprovação deste "reinado de terror", embora em breve pressionasse os ministros persas para oficializar a divisão anglo-russa do Irão. Em junho de 1914, a Rússia estabeleceu controle quase total sobre sua zona norte, enquanto a Grã-Bretanha estabeleceu influência sobre os líderes tribais autônomos Balúchis e Bakhtiari na zona sudeste.  O Irã Qajar se tornaria um campo de batalha entre as forças russas, otomanas e britânicas na campanha persa da Primeira Guerra Mundial.  

### Primeira Guerra Mundial e eventos relacionados
Embora o Irã Qajar tivesse anunciado neutralidade estrita no primeiro dia de novembro de 1914 (o que foi reiterado por cada governo sucessivo a partir de então),  o vizinho Império Otomano o invadiu relativamente pouco depois, no mesmo ano. Nessa altura, grandes partes do Irão estavam sob forte influência e controlo russo e, desde 1910, as forças russas estavam presentes no país, enquanto muitas das suas cidades possuíam guarnições russas.  Devido a esta última razão, como afirma o Prof. Touraj Atabaki, declarar neutralidade era inútil, especialmente porque o Irão não tinha força para implementar esta política. 
No início da guerra, os otomanos invadiram o Azerbaijão iraniano.  Numerosos confrontos ocorreriam ali entre os russos, que foram ainda auxiliados pelos assírios sob o comando de Agha Petros, bem como por unidades e batalhões voluntários armênios, e os otomanos do outro lado. No entanto, com o advento da Revolução Russa de 1917 e a subsequente retirada da maioria das tropas russas, os otomanos ganharam vantagem no Irã, ocupando porções significativas do país até o final da guerra. Entre 1914 e 1918, as tropas otomanas massacraram muitos milhares de populações assírias e arménias do Irão, como parte dos genocídios assírios e armênios, respectivamente.  
A frente no Irã duraria até ao Armistício de Mudros em 1918.

### Queda da dinastia
Amade Cajar nasceu em 21 de janeiro de 1898 em Tabriz e subiu ao trono aos 11 anos. No entanto, a ocupação da Pérsia durante a Primeira Guerra Mundial pelas tropas russas, britânicas e otomanas foi um golpe do qual Amade Cajar nunca se recuperou efetivamente.
Em fevereiro de 1921, Reza Xá, comandante da Brigada Cossaca Persa, deu um golpe de estado, tornando-se o governante efetivo do Irã. Em 1923, Amade Xá exilou-se na Europa. Reza Cã induziu os Majles a depor Amade Xá em outubro de 1925 e a excluir permanentemente a dinastia Cajar. Reza Xá foi posteriormente proclamado monarca como Reza Xá Pahlavi, reinando de 1925 a 1941.  
Amade Cajar morreu em 21 de fevereiro de 1930, em Neuilly-sur-Seine, França. 

## Governo e administração
O Irã foi dividido em cinco grandes províncias e um grande número de outras menores no início do reinado de Fate Ali Xá, cerca de 20 províncias em 1847, 39 em 1886, mas 18 em 1906.  Em 1868, a maioria dos governadores de província eram príncipes Qajar. 

## Militares
Os militares Qajar foram uma das maiores fontes convencionais de legitimidade da dinastia, embora tenham sido cada vez mais influenciados por potências estrangeiras ao longo da dinastia.  
As forças irregulares, como a cavalaria tribal, foram um elemento importante até o final do século XIX, e as forças irregulares permaneceram por muito tempo uma parte significativa do exército Qajar. 
Na época da morte de Maomé Cã Cajar em 1797, seu exército estava no auge e contava com 60 mil homens, consistindo de 50 mil cavalaria tribal (savar) e 10 mil infantaria (tofangchi) recrutados da população sedentária.  O exército de seu sobrinho e sucessor Fate Ali Xá era muito maior e a partir de 1805 incorporou unidades treinadas na Europa.  De acordo com o general francês Gardane, que estava estacionado no Irã, o exército sob o comando de Fate Ali Xá contava com 180 mil homens em 1808, ultrapassando até então o exército de Maomé Cã Cajar em tamanho.  O historiador moderno Maziar Behrooz explica que existem outras estimativas que correspondem aproximadamente à estimativa de Gardane, no entanto, Gardane foi o primeiro a completar um esboço completo do exército Qajar, já que ele e seus homens foram encarregados de treinar o exército Qajar.  De acordo com o relatório de Gardane sobre o exército contemporâneo de Fate Ali Xá, cerca de 144.000 eram cavalaria tribal, 40.000 eram infantaria (que incluía aqueles treinados em linhas europeias), enquanto 2.500 faziam parte das unidades de artilharia (que incluíam os zamburakchis). Cerca de metade do total de cavaleiros, ou seja, 70.000-75.000, eram os chamados rekabi.  Isto significava que recebiam os seus salários dos fundos pessoais do xá durante os períodos de suposta mobilização.  Todos os outros eram os chamados velayati, ou seja, eram pagos e estavam sob o comando de governantes e governadores provinciais iranianos. Eles foram mobilizados para se juntarem ao exército real quando o chamado exigia.  Além disso, como era costume, as tribos deveriam fornecer tropas para o exército dependendo do seu tamanho. Assim, supunha-se que tribos maiores forneciam números maiores, enquanto tribos menores forneciam números menores.  Depois de receber o pagamento, o governo central esperava que os militares (na sua maior parte) pagassem pelos seus próprios fornecimentos. 
Durante a era das guerras com a Rússia, com o comando do exército da província do Azerbaijão pelo príncipe herdeiro Abas Mirza, o seu segmento do exército foi a principal força que defendeu o Irão contra os invasores russos. Conseqüentemente, a qualidade e a organização de suas unidades eram superiores às do resto do exército iraniano. Os soldados das unidades de Abbas Mirza foram fornecidos nas aldeias do Azerbaijão e de acordo com cotas de acordo com o aluguel pelo qual cada aldeia era responsável. Abbas Mirza providenciou o pagamento dos equipamentos e armamentos de suas tropas. James Justinian Morier estimou a força sob o comando de Abbas Mirza em 40.000 homens, consistindo de 22.000 cavalaria, 12.000 infantaria que incluía uma força de artilharia, bem como 6.000 infantaria Nezam.
A Rússia estabeleceu a Brigada Cossaca Persa em 1879, uma força liderada por oficiais russos e que serviu de veículo para a influência russa no Irã.  
Na década de 1910, o Irã Qajar estava descentralizado a ponto de as potências estrangeiras procurarem reforçar a autoridade central dos Qajars, fornecendo ajuda militar. Foi visto como um processo de modernização defensiva; no entanto, isso também levou à colonização interna. 
A Gendarmaria Iraniana foi fundada em 1911 com a ajuda da Suécia.   O envolvimento de um país neutro evitava a rivalidade do "Grande Jogo" entre a Rússia e a Grã-Bretanha, bem como evitava aliar-se a qualquer aliança específica (no prelúdio da Primeira Guerra Mundial). Os administradores persas pensaram que as reformas poderiam fortalecer o país contra influências estrangeiras. A polícia influenciada pela Suécia teve algum sucesso na construção da polícia persa na centralização do país.  Depois de 1915, a Rússia e a Grã-Bretanha exigiram a destituição dos conselheiros suecos. Alguns oficiais suecos partiram, enquanto outros ficaram do lado dos alemães e otomanos na sua intervenção na Pérsia. O restante da Gendarmaria foi nomeado amniya em homenagem a uma unidade de patrulha que existia no início da dinastia Qajar. 
O número de oficiais russos na Brigada Cossaca aumentaria com o tempo. A Grã-Bretanha também enviou sipaios para reforçar a Brigada. Após o início da Revolução Russa, muitos apoiantes czaristas permaneceram na Pérsia como membros da Brigada Cossaca em vez de lutarem a favor ou contra a União Soviética. 
Os britânicos formaram os Rifles do Sul da Pérsia em 1916, que inicialmente foram separados do exército persa até 1921. 
Em 1921, a Brigada Cossaca Persa comandada pela Rússia foi fundida com a gendarmaria e outras forças, e seria apoiada pelos britânicos. 
No final da dinastia Qajar em 1925, o exército Pahlavi de Reza Xá incluiria membros da gendarmaria, cossacos e ex-membros dos Rifles do Sul da Pérsia. 

## Demografia
No final do século XVIII, durante o período final do reinado do xá Maomé Cã Cajar, o Irã (incluindo os canatos do Cáucaso) contava com cerca de cinco a seis milhões de habitantes. 
Em 1800, três anos após o reinado de Fate Ali Xá, o Irão contava com cerca de seis milhões de pessoas.  Alguns anos depois, em 1812, a população era estimada em nove milhões. Na época, o país contava com cerca de 70 mil judeus, 170 mil cristãos armênios e 20 mil zoroastrianos.  A cidade de Xiraz no sul, tinha cerca de 50.000 habitantes, enquanto Isfahan era a maior cidade da época, com uma população de cerca de 200.000 habitantes.  Mais ao norte, Teerã, que se tornou a capital do Irã sob os Qajars em 1786 sob Aga Maomé Cã, parecia mais uma guarnição do que uma cidade antes de se tornar a capital.  Na altura, como cidade em desenvolvimento, tinha cerca de 40.000 a 50.000 habitantes, mas apenas quando a corte real iraniana residia.  Durante o verão, a corte real mudou-se para uma área de pastagem mais fresca, como em Soltaniyeh, perto de Khamseh (ou seja, Zanjan), ou em Ujan, perto de Tabriz, na província do Azerbaijão.  Outros residentes de Teerã mudaram-se para Shemiran, no norte de Teerã, durante o verão, que ficava em uma altitude mais elevada e, portanto, tinha um clima mais fresco. Esses movimentos sazonais costumavam reduzir sazonalmente a população de Teerã para alguns milhares. 
No leste do Irã, em Mexede, que abrigava o Santuário Imam Reza e era a antiga capital do Irã durante o Império Afexárida, tinha uma população de menos de 20.000 habitantes em 1800.  Tabriz, a maior cidade da província do Azerbaijão, bem como a sede do Qajar vali ahd ("príncipe herdeiro"), costumava ser uma cidade próspera, mas o terremoto de 1780 devastou a cidade e reverteu sua sorte.  Em 1809, a população de Tabriz era estimada em 50.000 habitantes, incluindo 200 famílias armênias que viviam em seu próprio bairro.  A população total da província do Azerbaijão, segundo uma estimativa de 1806, estava entre 500.000 e 550.000 almas. As cidades de Coi e Maranda, que na época não eram mais do que um amálgama de aldeias, foram estimadas em 25.000 e 10.000 habitantes, respectivamente. 
Nos domínios do Irã no Cáucaso, a cidade de Naquichevão tinha uma população total de cerca de 5.000 habitantes no ano de 1807, enquanto a população total do Canato de Erevã era de cerca de 100.000 em 1811.  No entanto, este último número não contabiliza as tribos curdas que migraram para a província. Uma estimativa russa afirmava que a região de Fambaque, na parte norte do Canato de Erevã, que havia sido ocupada pelos russos depois de 1804, tinha uma população total de 2.832 habitantes, composta por 1.529 muçulmanos e 1.303 armênios cristãos.  De acordo com a pesquisa demográfica russa de 1823 do Canato de Carabaque, sua maior cidade, Shusha, abrigava 371 domicílios, que eram divididos em quatro bairros ou paróquias (almofalas). A própria província consistia em vinte e um distritos, nos quais estavam localizados nove grandes domínios que pertenciam a muçulmanos e armênios, vinte e uma aldeias armênias, noventa aldeias muçulmanas (estabelecidas e nômades), com os armênios constituindo uma minoria estimada.  No Canato de Ganja, a cidade de Ganja tinha 10.425 habitantes em 1804, na época da conquista e ocupação russa. 
Em 1868, os judeus eram a minoria mais significativa em Teerã, totalizando 1.578 pessoas.  Em 1884, esse número subiu para 5.571. 

### Leitura Adicional
- Behrooz, Maziar (2013). «Revisiting the Second Russo-Iranian War (1826–28): Causes and Perceptions». Iranian Studies. 46 (3): 359–381. doi:10.1080/00210862.2012.758502
- Bournoutian, George (2020). From the Kur to the Aras: A Military History of Russia's Move into the South Caucasus and the First Russo-Iranian War, 1801–1813. Leiden: Brill. ISBN 978-90-04-44516-1
- Deutschmann, Moritz (2013). «"All Rulers are Brothers": Russian Relations with the Iranian Monarchy in the Nineteenth Century». Iranian Studies. 46 (3): 383–413. doi:10.1080/00210862.2012.759334
- Grobien, Philip Henning (2021). «Iran and imperial nationalism in 1919». Middle Eastern Studies. 57 (2): 292–309. doi:10.1080/00263206.2020.1853535
- Sluglett, Peter (2014). «The Waning of Empires: The British, the Ottomans and the Russians in the Caucasus and North Iran, 1917–1921». Middle East Critique. 23 (2): 189–208. doi:10.1080/19436149.2014.905084